# Alfonso Miranda Guardiola
Alfonso Gerardo Miranda Guardiola (ur. 6 lipca 1966 w Monterrey) – meksykański duchowny katolicki, latach 2014–2024 biskup pomocniczy Monterrey, biskup Piedras Negras od 2024.

## Życiorys

### Prezbiterat
Święcenia kapłańskie otrzymał 15 sierpnia 1998 i został inkardynowany do archidiecezji Monterrey. Pracował m.in. w seminariach archidiecezjalnych, lokalnym sanktuarium maryjnym oraz w sekretariacie kurii arcybiskupiej.

### Episkopat
22 marca 2014 papież Franciszek mianował go biskupem pomocniczym archidiecezji Monterrey, ze stolicą tytularną Idicra. Sakry udzielił mu 13 czerwca 2014 arcybiskup Rogelio Cabrera López.
8 czerwca 2024 papież został mianowany biskupem diecezji Piedras Negras. 